# Kevin Ray Mendoza
Kevin Ray Mendoza Hansen (født 29. september 1994) er en dansk/filippinsk fodboldspiller og målmand, der den 11/2 2021 skiftede til Kuala Lumpur City FC i Malaysia.Før det spillede Kevin i 1.divisionsklubberne Vendsyssel og HB Køge, og før det superligaklubben AC Horsens. Før Horsens spillede han i 1. division som fast mand for Thisted FC. I vinteren 2018-19 blev han udtaget til det filippinske landshold, og var med i truppen til Asian Cup 2019, og har ligeledes været udtaget til landsholdet i 2020 og 2021, og spillet 2 landskampe. Kevin startede sin karriere i Viborg FF.

## Karriere

### Viborg FF
Kevin Ray Mendoza Hansen startede i Viborg FF's ungdomsafdeling FK Viborg, men blev i 2011 rykket op i førsteholdstruppen samtidigt med at han underskrev en kontrakt med klubben frem til sommeren 2014. Inden da havde han flere gange fungeret som reservemålmand for klubbens førstehold efter at Kristian Kirk havde forladt klubben
Han debuterede for Viborg FF's førstehold som 17 årig den 10. juni 2012 i sæsonens sidste kamp mod FC Vestsjælland, hvor Viborg FF tabte 2-1.
Den 3. april 2014 meddelte Kevin Ray og Viborg FF, at de var blevet enige om at ophæve kontrakten med øjeblikkelig virkning. Dette skyldes at han var blevet tredjevalg til målmandsposten, og ønskede at få mere spilletid i en anden klub.

### Kjellerup IF
Få dage efter bruddet med Viborg FF, meddelte Kjellerup IF fra Danmarksserien, at Mendoza Hansen nu var tilknyttet klubben som amatør. Han debuterede for klubben 12. april 2014 i en hjemmekamp mod Aabyhøj IF, som Kjellerup vandt 3-0. Kevin stod som førstemålmand i al sin tid hos Kjellerup IF, og var blandt andet med da holdet rykkede op i 2. division.

### Ringkøbing IF
Efter tiden i Kjellerup drog Kevin til Ringkøbing IF, hvor han spillede i et halvt år.

### Thisted FC
Thisted FC hentede Kevin den 27. maj 2015 og udtalte i forbindelse med klubskiftet, at de havde fulgt ham lige siden bruddet med Viborg FF. Her stod han som fast mand i målet, de 3 år han var i klubben, og var blandt andet med til at rykke op i 1. division i 2017 - Her sejrede holdet bl.a. 2-1 over Kevin's ungdomsklub Viborg FF, i deres første kamp.

### AC Horsens
I sommeren 2018 skrev Kevin Ray Mendoza Hansen under på en toårig kontrakt med Superligaklubben AC Horsens.
I første runde af Superligaen 2018-19 efter ankomsten til AC Horsens startede Matej Delač, som klubben vandt 1-2 ude over FC København. Mendoza fik sin debut i den efterfølgende den 22. juli 2018, da han stod på mål i en 1-1-kamp mod Randers FC. Han var videre førstevalg i 3. runde mod SønderjyskE, inden Matej Delač atter blev førstevalg.
Mendoza ophævede sin kontrakt med Horsens den 19. juni 2019 Med et ønske om at få mere spilletid.

### HB Køge
Den 2.juli 2019 offentliggjorde HB Køge at de havde tegnet en to-årig kontrakt med Kevin. Kevin vogtede målet i samtlige 33 kampe i sæsonen 2019/20 for Køge.

### Vendsyssel FF
Den 7.september 2020 offentliggjorde Vendsyssel FF at de havde købt Kevin af HB Køge. Kevin var fast mand i målet for Vendsyssel FF i sæsonen 2020/21, indtil han i februar 2021 ilbu bad om at blive frigjort fra sin kontrakt i Vendsyssel. Den 11.februar 2021 skrev han så kontrakt med Kuala Lumpur City FC.

### Kuala Lumpur City FC, Malaysia
I februar 2021 skiftede Kevin til Kuala Lumpur City FC som spiller i Malaysias bedste række, Malaysia Super League. Kevin har været fast mand i målet i forårssæsonen 2021, og var i maj-juni 2021 med det fiilippinske landshold til VM kvalifikationskampe i Qatar.